# Linwood (Schotland)
Linwood is een dorp in de Schotse council Renfrewshire in het historisch graafschap Renfrewshire ongeveer 22 kilometer ten zuidwesten van Glasgow en 2,5 kilometer ten noordoosten van Johnstone. Het dorp ligt aan de A761, vlak bij de kruising met de A737 die de plaats verbindt met Glasgow International Airport en de M8 naar Glasgow.